# Barway Dorjé
Barway Dorjé aussi appelé Jikme Chokyi Senge (1836-1920) est un disciple de Chokgyur Lingpa et un tertön important lié au Karmapa.

## Biographie
Barway Dorjé serait la 9e réincarnation de Nubchen Sangye Yeshe (en), un des vingt-cinq disciples de Padmasambhava.
Terchen Barway Dorjé est né en 1836. Il est contemporain de Chokgyur Lingpa, de Jamgön Kongtrul, de Jamyang Khyentse Wangpo et de Mipham Rinpoché qui ont authentifié ses termas.
Barway Dorje rencontre Chokgyur Lingpa lors du marriage de sa sœur, Degah Dechen Chodron (1832-87), et devient proche de Chokgyur Lingpa jusqu'à sa mort. 
Les termas de Barway Dorjé se composent de neuf volumes. En plus de ces enseignements Nyingma, il a également sa lignée de l'école Sarma, qui se compose de deux volumes d'enseignements visionnaires Barom Kagyu, reçus de la dakini Akasha Yogini, ou yogini de l'Espace, le corps de sagesse de la dakini Atroma, épouse et disciple d'une vie antérieure de Barway Dorje en tant que seigneur du dharma Sönam Zangpo de Chodrak.
Barway Dorje reçu de Thekchok Dorje, le 14e Karmapa une initiation d’un gourou-yoga dédié à Padmasambhava dans les années 1860 au monastère de Sourmang. Il déclare avoir vu le Karmapa sous la forme de Padmasambhava. Le lendemain, Barway Dorje invite le Karmapa dans sa résidence et lui demande l’autorisation de transcrire ce gourou-yoga. Le Karmapa la lui dicte et l’intitule l’Accomplissement de Tous les Victorieux et l’informe qu’il est le premier à la recevoir. Bien que le Karmapa ne souhaite pas que dans la transcription figure la ponctuation des termas, il s’agit selon Barway Dorje d’un gongtser (trésor de l’esprit). La bénédiction associée aurait permis à Barway Dorje de décoder les termas qu’il découvrit par la suite.
Barway Dorjé a fond" le monastère de Ratrulgon au Kham, dans l'est du Tibet.
Barway Dorje a confiés tous ses enseignements à Kagyu Tashi, un lama du monastère de Chodrak au Tibet oriental. Kagyu Tashi transmit les enseignements de Barway Dorje au 2e Bardor Rinpoché. 